# Adrian Jarvis
Pour les articles homonymes, voir Jarvis.
Pas d'image ? Cliquez ici

a Compétitions nationales et continentales officielles uniquement.

Dernière mise à jour le 29 septembre 2018.
Adrian Jarvis, né le 12 décembre 1983 à Londres (Angleterre), est un joueur anglais de rugby à XV évoluant au poste de demi d'ouverture.

## Biographie
Adrian Jarvis est issu de l'école de rugby des Harlequins. Il joue avec les Harlequins dans le Championnat d'Angleterre entre 2004 et 2008. Il rejoint ensuite le club de Bristol Rugby pour la saison 2008-2009.

## Palmarès
- Vainqueur du National Division One en 2006
- Vainqueur du RFU Championship en 2016